# GSC3619-1324
GSC3619-1324 — хімічно пекулярна зоря спектрального класу A2, що має видиму зоряну величину в смузі V приблизно 10,3.